# ستيف سكويرز
ستيف سكويرز (بالإنجليزية: Steven W. Squyres)‏ (ولد في 9 يناير 1956) ولد في جنوب ولاية نيو جيرسي، هو برفسيور علوم فيزيائية في جامعة كورنيل في إثاكا (نيويورك)، يهتم مجال بحثه في علم الكواكب ويركز على الأجسام الصلبة الكبيرة في المجموعة الشمسية.

## روابط خارجية
- ستيف سكويرز على موقع IMDb (الإنجليزية)
- ستيف سكويرز على موقع قاعدة بيانات الفيلم (الإنجليزية)